# Maincy
Maincy là một xã trong vùng hành chính Île-de-France, thuộc tỉnh Seine-et-Marne, quận Melun, tổng Melun-Nord. Tọa độ địa lý của xã là 48° 33' vĩ độ bắc, 02° 41' kinh độ đông.

## Thông tin nhân khẩu
| 1982  | 1990  | 1999  | 2005  |
| ----- | ----- | ----- | ----- |
| 1 455 | 1 641 | 1 706 | 1 693 |